# Вальденго
Вальденго, Вальденґо (італ. Valdengo, п'єм. Valdengh) — муніципалітет в Італії, у регіоні П'ємонт,  провінція Б'єлла.
Вальденго розташоване на відстані близько 540 км на північний захід від Рима, 65 км на північний схід від Турина, 5 км на південний схід від Б'єлли.
Населення — 2474 особи (2014).
Щорічний фестиваль відбувається 3 лютого. Покровитель — святий Власій.

## Демографія
Населення за роками:

Станом на 1 січня 2023 року в муніципалітеті офіційно проживало 40 іноземців з 14 країн, серед них 21 громадянин країн Євросоюзу та 8 громадян України.

## Сусідні муніципалітети
- Кандело
- Черрето-Кастелло
- П'ятто
- Куаренья
- Ронко-Б'єллезе
- Терненго
- Вільяно-Б'єллезе